# 近谷涼
近谷 涼（ちかたに りょう、1992年4月17日 - ）は、日本の競輪選手、元自転車競技選手。日本競輪選手会富山支部所属。日本競輪選手養成所（以下、養成所）第121期生。師匠は竹澤浩司（90期）。

## 略歴
日本大学卒業。
2016年、トラックレースの全日本自転車競技選手権大会の4km個人追い抜きで新記録を樹立。
2017年12月、UCIトラックワールドカップ第4戦のチームパシュートで2位となる。
2020年12月2日、日本競輪選手養成所第121回選手候補生（男子）入所試験を特別選抜試験で受験。2021年1月14日、養成所入所試験に合格。特別選抜試験では119期の窪木一茂以来となる史上10人目の合格者となった。5月27日に養成所で入所式を迎え、競走成績14位（6勝）で養成所を卒業。卒業後の2022年4月5日に行われた卒業記念レースでは1回戦4着、2回戦8着で予選敗退した。
2022年5月7日、松山FII「競輪ルーキーシリーズ2022」でデビュー。
なお、自転車競技については、同年春に養成所を卒業後にナショナルチームを離脱することを表明した。

## おもな成績

### アジア選手権
- 2015年
  -  個人追い抜き
  -  団体追い抜き
- 2016年伊豆
  -  団体追い抜き

### アジア競技大会
- 2014年仁川
  -  団体追い抜き